# Prionessus lucifer
Prionessus lucifer és una espècie de mamífer extint del Paleocè del centre d'Àsia. Pertanyia a l'ordre extint dels multituberculats, dins del subordre dels cimolodonts i la superfamília dels teniolabidoïdeus. L'espècie fou descrita per W. D. Matthew i W. Granger el 1925 i és l'única del gènere Prionessus. Se n'han trobat restes fòssils a Mongòlia i a la Xina.